# USS Oriskany (CV-34)
L’USS Oriskany (CV-34) est un porte-avions de la classe Essex appartenant à l'US Navy. Il a été nommé ainsi en l'honneur de la bataille d'Oriskany lors de la guerre d'indépendance des États-Unis.

## Historique
Il participe à la guerre de Corée et la guerre du Viêt Nam.

### Accident de l'USSOriskany
Il fut victime, le 26 octobre 1966 d’un grave accident durant la guerre du Viêt Nam.
Un leurre au magnésium prit subitement feu et déclencha un incendie majeur à bord.
44 hommes dont 25 pilotes périrent et le navire dut regagner les États-Unis pour y subir des réparations majeures.

### Sabordage et transformation en récif artificiel

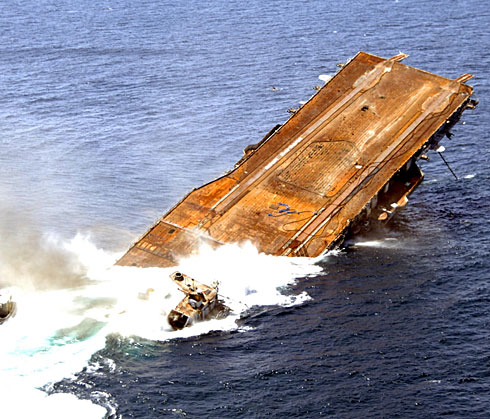
Sabordage de l'USS Oriskany, pour en faire un récif artificiel dans le golfe du Mexique.

Il est retiré du service le 30 septembre 1976 puis est placé en réserve.
Si le sabordage d'un navire en fin de vie est aujourd'hui rarement employé au profit d'une vente pour démantèlement, l'USS Oriskany, après avoir été placé dans la Beaumont Reserve Fleet, fut coulé dans le golfe du Mexique le 17 mai 2006 dans le cadre d'un projet pilote destiné à créer des récifs artificiels en devenant le plus grand d'entre eux.
Depuis son naufrage, au moins trente-huit espèces de poissons ont été observées autour de l'Oriskany, qui repose à 41 mètres de profondeur. De plus, Pensacola et le comté d'Escambia ont généré plus de 4 millions de dollars (uniquement en 2007) grâce au tourisme que génère l'épave. Ce chiffre est probablement bien plus élevé aujourd'hui.
Il s'agit de l'une des trois seules épaves de porte-avions accessibles aux plongeurs récréatifs dans le monde (les autres étant le Saratoga dans l'atoll de Bikini et le Hermes au large de Batticaloa au Sri Lanka).

## Culture populaire
L’USS Oriskany fut le navire sur lequel furent tournés les plans aériens de deux films :
- Les Ponts de Toko-Ri (The Bridges at Toko-Ri) de Mark Robson de 1954 avec pour acteurs principaux William Holden, Grace Kelly et Mickey Rooney. Ce film retrace la vie d'un pilote de chasse en novembre 1952 pendant la guerre de Corée.
- L'Escadrille Panthère (The Men of the Fighting Lady), tourné également en 1954.
- Il est mentionné dans le film Top Gun de Tony Scott (1986).